# USS Elden (DE-264)
USS Elden (DE-264) là một tàu hộ tống khu trục lớp Evarts được Hải quân Hoa Kỳ chế tạo trong Chiến tranh Thế giới thứ hai. Nó là chiếc tàu chiến duy nhất của Hải quân Mỹ được đặt theo tên Đại úy Hải quân Ralph Waldo Elden (1907-1942), Hạm phó tàu khu trục USS Hammann (DD-412), đã tử trận khi Hammann bị đánh chìm trong Trận Midway ngày 6 tháng 6, 1942, và được truy tặng Huân chương Chữ thập Hải quân. Nó đã phục vụ cho đến khi chiến tranh kết thúc, xuất biên chế vào ngày 18 tháng 1, 1946 và xóa đăng bạ vào ngày 7 tháng 2, 1946. Con tàu bị bán để tháo dỡ vào ngày 12 tháng 7, 1947. Elden được tặng thưởng sáu Ngôi sao Chiến trận do thành tích phục vụ trong Thế Chiến II.

## Thiết kế và chế tạo
Những chiếc thuộc lớp tàu khu trục Evarts có chiều dài chung 289 ft 5 in (88,21 m), mạn tàu rộng 35 ft 1 in (10,69 m) và độ sâu mớn nước khi đầy tải là 8 ft 3 in (2,51 m). Chúng có trọng lượng choán nước tiêu chuẩn 1.140 tấn Anh (1.160 t); và lên đến 1.430 tấn Anh (1.450 t) khi đầy tải. Hệ thống động lực bao gồm bốn động cơ diesel General Motors Kiểu 16-278A nối với bốn máy phát điện để vận hành hai trục chân vịt; công suất 6.000 hp (4.500 kW) cho phép đạt được tốc độ tối đa 21 kn (24 mph; 39 km/h), và có dự trữ hành trình 4.150 nmi (4.780 mi; 7.690 km) khi di chuyển ở vận tốc đường trường 12 kn (14 mph; 22 km/h).
Vũ khí trang bị bao gồm ba pháo 3 in (76 mm)/50 cal trên tháp pháo nòng đơn có thể đối hạm hoặc phòng không, một khẩu đội 1,1 inch/75 caliber bốn nòng và chín pháo phòng không Oerlikon 20 mm. Vũ khí chống ngầm bao gồm một dàn súng cối chống tàu ngầm Hedgehog Mk. 10 (có 24 nòng và mang theo 144 quả đạn); hai đường ray Mk. 9 và tám máy phóng K3 Mk. 6 để thả mìn sâu.
Elden được đặt lườn tại Xưởng hải quân Boston ở Boston, Massachusetts vào ngày 23 tháng 2, 1943. Nó được hạ thủy vào ngày 6 tháng 4, 1943; được đỡ đầu bởi bà Margaret Newton Elden, vợ góa Đại úy Elden, và nhập biên chế vào ngày 4 tháng 8, 1943 dưới quyền chỉ huy của Hạm trưởng, Thiếu tá Hải quân George F. Adams.

## Lịch sử hoạt động
Sau khi hoàn tất việc chạy thử máy và huấn luyện, Elden khởi hành từ Norfolk, Virginia vào ngày 13 tháng 10, 1943 để đi sang khu vực Mặt trận Thái Bình Dương. Đi đến Trân Châu Cảng vào ngày 17 tháng 11, nó tham gia các hoạt động huấn luyện chống tàu ngầm Và thực hành đổ bộ tại khu vực phụ cận Oahu, đồng thời đã ba lần hộ tống cho các tàu chở dầu phục vụ cho các đội đặc nhiệm thuộc Đệ Ngũ hạm đội; trong đó lần cuối cùng là trong gia đoạn tấn công chiếm đóng các đảo Kwajalein và Majuro thuộc quần đảo Marshall. Nó rời Trân Châu Cảng vào ngày 30 tháng 3, 1944 để tham gia một đội đặc nhiệm tìm-diệt tàu ngầm, và tuần tra tại khu vực phía Đông quần đảo Marshall.
Rời Trân Châu Cảng vào ngày 1 tháng 6, 1944, Elden hộ tống một đoàn tàu vận tải đi sang Eniwetok, và tiếp tục hỗ trợ cho hoạt động tấn công nhằm chiếm đóng quần đảo Mariana. Con tàu đã tuần tra tại eo biển Saipan phân cách giữa Saipan và Tinian, nhằm ngăn chặn phía Nhật Bản gửi lực lượng tăng viện từ Tinian sang Saipan; trong đêm 25-26 tháng 6, nó đã đánh chìm nhiều sà lan vận chuyển của đối phương. Sau khi hoạt động tuần tra chống tàu ngầm tại khu vực Eniwetok vào đầu tháng 7, nó quay trở lại nhiệm vụ hộ tống vận tải tại Saipan đồng thời bắn phá quấy rối các mục tiêu tại Tinian. Trong quá trình tấn công lên đảo Guam, nó hộ tống các đoàn tàu vận tải đi lại từ Eniwetok.
Từ ngày 26 tháng 8, Elden hoạt động từ đảo Manus để hộ tống bảo vệ các tàu chở dầu phục vụ cho các chiến dịch chiếm đóng Palau và đảo Leyte. Nó quay trở về Trân Châu Cảng vào ngày 16 tháng 11 để được đại tu, rồi tiếp tục huấn luyện đổ bộ và chống tàu ngầm. Nó hộ tống hai đoàn tàu vận tải đi Eniwetok trong tháng 1 và tháng 2, 1945, rồi đi đến ngoài khơi Iwo Jima vào ngày 7 tháng 3 để tuần tra tại khu vực vận chuyển cho đến ngày 20 tháng 3. Con tàu quay trở về vùng bờ Tây để đại tu, rồi bắt đầu hoạt động tại Ulithi từ ngày 21 tháng 7, hộ tống các tàu chở dầu phục vụ cho Lực lượng Đặc nhiệm 38 thuộc Đệ Tam hạm đội trong các chiến dịch không kích sau cùng xuống các đảo chính quốc Nhật Bản.
Sau khi chiến tranh kết thúc, Elden tiếp tục phục vụ cho hoạt động chiếm đóng tại Viễn Đông cho đến khi nó quay trở về San Francisco, California vào ngày 25 tháng 11. Con tàu được cho xuất biên chế tại Xưởng hải quân Mare Island vào ngày 18 tháng 1, 1946, và bị bán để tháo dỡ vào ngày 12 tháng 7, 1947.

## Phần thưởng[1]
|                           |  |  |
| Silver star · Bronze star |  |  |

| Dãy băng Hoạt động Tác chiến (truy tặng)                                | Dãy băng Hoạt động Tác chiến (truy tặng) | Huân chương Chiến dịch Hoa Kỳ        | Huân chương Chiến dịch Hoa Kỳ           |
| Huân chương Chiến dịch Châu Á-Thái Bình Dương với 6 Ngôi sao Chiến trận | Huân chương Chiến thắng Thế Chiến II     | Huân chương Chiến thắng Thế Chiến II | Huân chương Phục vụ Chiếm đóng Hải quân |